# Туристичка организација општине Ковин
| Туристичка организација општине Ковин |                                 |
|                                       |                                 |
| Оснивач:                              | Општина Ковин                   |
| Основана:                             | 2007.                           |
| Директор                              | Дивна Кирилов                   |
| Седиште:                              | Цара Лазара 86б, · Ковин Србија |
| Веб презентација                      | https://www.turizamkovin.rs/    |
| Контакт:                              | 013/745-860                     |

Туристичка организација општине Ковин основана је 2007. године ради вршења послова промоције, унапређења и развоја туризма, организације и реализације туристичке, информативне и промотивне делатности у области рекреације и здравог живота на територији општине Ковин.
Туристичка организација је организатор више манифестација током године којим се промовишу културне, привредне и гастрономске вредности јужног Баната.